# Želudačna kiselina
Želudačna kiselina je probavna tečnost, koja se formira u želucu. On ima pH od 1.5 do 3.5 i sastoji se od hlorovodonične kiseline (HCl) (oko 0.5%), i velikih količina kalijum hlorida (KCl) i natrijum hlorida (NaCl). Ova kiselina ima ključnu ulogu u varenju proteina. Ona aktivira digestivne enzime i denaturiše preteine iz hrane tako da digestivni enzimi mogu da razlože njihove lance aminokiselina.
Želudačnu kiselinu proizvode ćelije kojima je obložen želudac. One su spregnute sa sistemima za povećanu proizvodnju kiseline po potrebi. Druge ćelije u želucu proizvode bikarbonate, koji su osnova pufera koji osigurava da sredina ne postane suviše kisela. Te ćelije takođe proizvode mukus. On formira viskoznu fizičku barijeru kojom se sprečavaju oštećenja želuca kiselinom. Ćelije na početku tankog creva, u duodenumu, proizvode dodatne velike količine bikarbonata kojim se potpuno neutrališe želudačna kiselina koja se prenosi dalje u digestivni trakt.
Prisustvo želudačne kiseline u želucu i njene funkcije u varenju je prvi karakterisao američki vojni hirurg Vilijam Beaumont oko 1830..

## Literatura
- Rom Harré R. (1981). Great Scientific Experiments. Phaidon (Oxford). стр. 39–47. ISBN 978-0-7148-2096-5.
- Beaumont, William (1838). Experiments and Observations on the Gastric Juice and the Physiology of Digestion. Edinburgh: Maclachlan and Stewart. ISBN 978-0-486-69213-5.
- Elizabeth D Agabegi; Agabegi, Steven S. (2008). Step-Up to Medicine (Step-Up Series). Hagerstwon, MD: Lippincott Williams & Wilkins. ISBN 978-0-7817-7153-5.
- Marieb EN, Hoehn K (2010). Human anatomy & physiology. San Francisco: Benjamin Cummings. ISBN 978-0-8053-9591-4.

## Spoljašnje veze
- Mehanizam sekrecije kiseline Архивирано на веб-сајту  (2. мај 2021)
- Principi gastroenterologije Архивирано на веб-сајту  (25. јун 2009)
- „Gastric juice at Dorland's Medical Dictionary”.